# Silvio Zavala
Silvio Arturo Zavala Vallado (ur. 7 lutego 1909 w Meridzie, zm. 5 grudnia 2014 w Meksyku) – meksykański historyk.

## Życiorys
Za granicą studiował w Nowym Orleanie i Madrycie uzyskując doktorat z prawa. Współpracował w Centrum studiów historycznych w Madrycie w latach 1933 i 1936.

## Nagrody
- Nagroda Księcia Asturii
- Krajowa Nagroda Nauki i Sztuki
- Medal Eligio Ancona
- Srebrny medal ''Arystoteles''
- Krzyż Wielki Orderu Cywilnego Alfonsa X Mądrego